# Albalatillo
Albalatillo (Albalatiello em aragonês) é um município da Espanha na província de Huesca, comunidade autónoma de Aragão, de área 8,98 km² com população de 253 habitantes (2004) e densidade populacional de 28,17 hab/km².

## Demografia
| Variação demográfica do município entre 1991 e 2004 | Variação demográfica do município entre 1991 e 2004 | Variação demográfica do município entre 1991 e 2004 | Variação demográfica do município entre 1991 e 2004 |
| --------------------------------------------------- | --------------------------------------------------- | --------------------------------------------------- | --------------------------------------------------- |
| 1991                                                | 1996                                                | 2001                                                | 2004                                                |
| 279                                                 | 271                                                 | 259                                                 | 253                                                 |